# J. K. Simmons
Jonathan Kimble Simmons (Grosse Pointe, Míchigan; 9 de enero de 1955) es un actor estadounidense. Considerado uno de los actores de personajes masculinos más eminentes de su generación,su carrera abarca más de cinco décadas de cine y teatro. Simmons ha recibido varios galardones, incluido un premio de la Academia, un premio de la Academia Británica de Cine y un Globo de Oro.
Simmons es conocido por su papel de J. Jonah Jameson en la trilogía Spider-Man de Sam Raimi (2002-2007). Repitió su papel de Jameson en varios medios de Marvel no relacionados con la trilogía de Raimi, incluidos múltiples títulos animados y las películas del Universo Cinematográfico de Marvel. Ha aparecido en numerosos papeles secundarios en películas como The Cider House Rules (1999), Thank You for Smoking (2005), Juno (2007), Burn After Reading (2008), Up in the Air (2009), Jennifer's Body (2009), La La Land (2016), Justice League (2017) Palm Springs (2020), Being the Ricardos (2021) y Juror #2 (2024).  
En televisión es conocido en las series de; Oz (1997-2003), Law & Order (1997-2010), The Closer (2005-2012), y Counterpart (2017-2019). 

## Biografía
Simmons nació en Detroit, Míchigan, hijo de Patricia Kimble, una administradora, y Donald William Simmons, un profesor. Tiene un hermano, David (cantante y escritor), y una hermana, Elizabeth. Asistió a la Universidad de Montana y fue miembro del teatro Seattle Repertory Theatre.

## Trayectoria profesional

### En el teatro
Antes de su carrera en el cine y la televisión, Simmons fue actor y cantante de Broadway. Estuvo en la obra Guys and Dolls como Benny Southstreet, y en Carousel como Jigger en el Houston Grand Opera.

### En cine y televisión
Simmons es conocido por su papel del Dr. Emil Skoda, un policía especializado en psiquiatría, que ha aparecido en Law & Order; y como el sádico prisionero Vernon Schillinger en el drama carcelario de HBO, Oz. También hizo el papel de "B.R." en la película Gracias por fumar. Y ha sido elogiado por su personificación de Mac McGuff, el padre de Juno, en Juno. Trabajó en la serie The Closer como el Jefe Will Pope entre los años 2005 y 2012.
También hizo el papel del obsesivo y egocéntrico editor del periódico J. Jonah Jameson en las tres películas de Spider-Man (su personaje iba a ser retomado en una cuarta película, titulada Spider-Man 4, la cual fue cancelada), su personaje fue muy bien recibido por los seguidores del cómic. Además, Simmons prestó su voz para dos editores de periódicos en dos capítulos de Los Simpson. Los personajes nunca son nombrados, pero obviamente se trata de homenajes al personaje de Jameson (incluso uno de ellos pide "fotos de Spider-Man"). Más tarde, Simmons habría vuelto a ser elegido para el papel de Jameson en la cancelada The Amazing Spider-Man 3. Su actuación de "Terence Fletcher", el durísimo, competitivo y abusivo profesor y director de orquesta de la galardonada película Whiplash le valió un Oscar a mejor actor de reparto en 2015.
Entre 2012 hasta 2014 participó en la serie animada The Legend of Korra, secuela de la aclamada Avatar: The Last Airbender, ambas de Nickelodeon; interpretó al personaje recurrente Tenzin, el hijo menor del Avatar y último maestro del aire, Aang.
Se ha hecho conocido también por sus participaciones en películas producidas o dirigidas por su amigo Jason Reitman, como Gracias por fumar, Juno y Jennifer's Body (escrita por Diablo Cody, guionista de Juno).
En marzo de 2016, se confirmó que sería James Gordon en el Universo extendido de DC, apareciendo por primera vez en Liga de la Justicia, la cual estrenó en noviembre de 2017.
En 2019 realizó un cameo en la escena poscréditos de la película Spider-Man: Far From Home, retomando su papel de J. Jonah Jameson e introduciendo a su personaje en el Universo cinematográfico de Marvel.
En 2021, interpretó al personaje Nolan Grayson (Omni-Man) en la serie de Amazon Prime Invencible.
En 2021 también volvió a interpretar a J. Jonah Jameson en la escena poscréditos de la película Venom: Let There Be Carnage y en Spider-Man: No Way Home.

### Videojuegos
Simmons participó como actor de voz en la segunda entrega de la aclamada saga de videojuegos Portal, como el antiguo dueño de las instalaciones de "Aperture Science". Se lo escucha cuando la protagonista Chell cae en las antiguas instalaciones ubicadas miles de metros bajo tierra, y los mensajes pregrabados de Cave Johnson se pueden escuchar guiando a los turistas y sujetos de prueba. También se le puede ver en el juego Red Alert 3 como el presidente de los Estados Unidos, así como en el juego Baldur's Gate 3  doblando al villano Ketheric Thorm. Simmons interpreta al personaje Omni-Man en los juegos Mortal Kombat 1 y Invincible VS.

## Filmografía

### Cine
| Año  | Película                                                    | Personaje                       |
| ---- | ----------------------------------------------------------- | ------------------------------- |
| 1991 | Extreme Measures                                            | Dr. Mingus                      |
| 1994 | The Ref                                                     | Teniente Siskel                 |
| 1994 | Pompoko                                                     | Seizaemon                       |
| 1997 | El chacal                                                   | Witherspoon                     |
| 1997 | ...Y llegó el amor                                          | Sr. Shulman                     |
| 1998 | Celebrity                                                   | Souvenir Hawker                 |
| 1999 | The Cider House Rules                                       | Ray Kendall                     |
| 1999 | Por amor al juego                                           | Frank Perry                     |
| 2000 | Otoño en Nueva York                                         | Dr. Tom Grandy                  |
| 2000 | Premonición                                                 | Sheriff Pearl Johnson           |
| 2001 | La Mexicana                                                 | Ted Slocum                      |
| 2002 | Spider-Man                                                  | J. Jonah Jameson                |
| 2003 | Off the Map                                                 | George                          |
| 2004 | Hidalgo                                                     | Buffalo Bill Cody               |
| 2004 | El quinteto de la muerte                                    | Garth Pancake                   |
| 2004 | Spider-Man 2                                                | J. Jonah Jameson                |
| 2005 | Harsh Times                                                 | Agente Richards                 |
| 2006 | Gracias por fumar                                           | Budd "BR" Rohrabacher           |
| 2006 | First Snow                                                  | Vacaro                          |
| 2006 | El granjero astronauta                                      | Director de FAA Jacobson        |
| 2007 | Rendition                                                   | Lee Mayer                       |
| 2007 | Spider-Man 3                                                | J. Jonah Jameson                |
| 2007 | Juno                                                        | Mac MacGuff                     |
| 2007 | Postal                                                      | Candidato Wells                 |
| 2008 | Quémese después de leerse                                   | Superior de la CIA              |
| 2009 | The Vicious Kind                                            | Donald Sinclaire                |
| 2009 | Ejecutiva en apuros                                         | Stu Kopenhafer                  |
| 2009 | I Love You, Man                                             | Oswald Klaven                   |
| 2009 | Extract                                                     | Brian                           |
| 2009 | Diabólica tentación                                         | Mr. Wroblewski                  |
| 2009 | Amor sin escalas                                            | Bob                             |
| 2009 | The Way of War                                              | Sargento Mitchell               |
| 2010 | Megamind                                                    | Guardian de la cárcel (Voz)     |
| 2010 | Crazy on the Outside                                        | Ed                              |
| 2010 | An Invisible Sign                                           | Sr. Jones                       |
| 2011 | The Music Never Stopped                                     | Henry Sawyer                    |
| 2012 | Palabras robadas                                            | Sr. Jansen                      |
| 2012 | Contrabando                                                 | Capitán Redmond Camp            |
| 2013 | Jobs                                                        | Arthur Rock                     |
| 2014 | Whiplash                                                    | Terence Fletcher                |
| 2014 | Barefoot                                                    | Dr. Bertleman                   |
| 2014 | Hombres, mujeres y niños                                    | Sr. Doss                        |
| 2015 | Terminator Génesis                                          | Detective O'Brien               |
| 2016 | Rock Dog                                                    | Khampa (Voz)                    |
| 2016 | Kung Fu Panda 3                                             | Kai (Voz)                       |
| 2016 | Zootopia                                                    | Alcalde Leodoro Leonzález (voz) |
| 2016 | El Contador                                                 | Ray King                        |
| 2016 | La La Land                                                  | Bill                            |
| 2017 | Día del atentado                                            | Sargento Jeffrey Pugliese       |
| 2017 | The Bachelors                                               | Bill Palet                      |
| 2017 | Liga de la Justicia                                         | Comisionado James Gordon        |
| 2017 | The Snowman                                                 | Arve Stop                       |
| 2017 | I'm Not Here                                                | Steve                           |
| 2018 | El candidato                                                | Bill Dixon                      |
| 2019 | Spider-Man: Far From Home                                   | J. Jonah Jameson                |
| 2019 | La leyenda de Klaus                                         | Klaus (Voz)                     |
| 2019 | 21 Bridges                                                  | Capitán Matt McKenna            |
| 2020 | Palm Springs                                                | Roy                             |
| 2021 | Zack Snyder's Justice League                                | Comisionado James Gordon        |
| 2021 | The Tomorrow War                                            | James Forester                  |
| 2021 | Venom: Let There Be Carnage                                 | J. Jonah Jameson (Cameo)        |
| 2021 | Ghostbusters: Afterlife                                     | Ivo Shandor                     |
| 2021 | Spider-Man: No Way Home                                     | J. Jonah Jameson                |
| 2021 | Being the Ricardos                                          | William Frawley                 |
| 2022 | Morbius                                                     | J. Jonah Jameson                |
| 2022 | Marmaduke                                                   | Zeus (Voz)                      |
| 2022 | Glorious                                                    | Ghatanothoa (Voz)               |
| 2022 | Chip 'n Dale: Rescue Rangers                                | Capitán Putty (Voz)             |
| 2023 | Spider-Man: Across the Spider-Verse                         | J. Jonah Jameson (Voz)          |
| 2023 | Little Brother                                              | Warren Duffy                    |
| 2023 | One Day as a Lion                                           | Walter Boggs                    |
| 2023 | Rally Road Racers                                           | Gnash (Voz)                     |
| 2023 | The Venture Bros.: Radiant Is the Blood of the Baboon Heart | Ben (Voz)                       |
| 2024 | Red One                                                     | Santa Claus                     |
| 2024 | You Can't Run Forever                                       | Wade                            |
| 2024 | Juror #2                                                    | Harold                          |
| 2025 | The Accountant 2                                            | Raymond King                    |
| TBA  | The Union                                                   |                                 |

### Televisión
| Año  | Serie                                                | Personaje              | Notas                                                                                      |
| ---- | ---------------------------------------------------- | ---------------------- | ------------------------------------------------------------------------------------------ |
| 1997 | Oz                                                   | Vernon Schillinge      |                                                                                            |
| 2000 | Law & Order: SVU                                     | Dr. Emil Skoda         |                                                                                            |
| 2004 | 3: The Dale Earnhardt Story                          | Ralph Earnhardt        |                                                                                            |
| 2005 | The Closer                                           | Will Pope              | Asistente en Jefe de Operaciones de la Policía (posteriormente Jefe Interno de la policía) |
| 2006 | Liga de la Justicia Ilimitada                        | General Wade Eiling    |                                                                                            |
| 2006 | Los Simpson                                          | J. Jonah Jameson       | "Moe'N'A Lisa" - Voz de J. Jonah Jameson                                                   |
| 2007 | Los Simpson                                          | Editor                 | "Homerazzi" - Voz del editor                                                               |
| 2007 | Bury My Heart at Wounded Knee                        | James McLaughlin       |                                                                                            |
| 2008 | Ben 10: Alien Force                                  | Magíster Gilhil        |                                                                                            |
| 2012 | Los Vengadores: Los Héroes mas Poderosos del Planeta | J. Jonah Jameson       | Episodio 13 de la segunda temporada                                                        |
| 2012 | Ultimate Spider-Man                                  | J. Jonah Jameson       | Personaje recurrente                                                                       |
| 2012 | The Legend of Korra                                  | Tenzin                 | Personaje recurrente, 41 episodios                                                         |
| 2013 | Avengers Assamble                                    | J. Jonah Jameson       | 4 capítulos                                                                                |
| 2013 | Hulk and the Agents of S.M.A.S.H.                    | J. Jonah Jameson       | 10 capítulos                                                                               |
| 2015 | Gravity Falls                                        | Stanford Pines         | 10 capítulos                                                                               |
| 2017 | Counterpart                                          | Howard Silk            |                                                                                            |
| 2019 | Brooklyn Nine-Nine                                   | Frank Dillman          | Episodio 9, temporada 7                                                                    |
| 2020 | Defending Jacob                                      | Billy Barber           | 2 episodios                                                                                |
| 2021 | Infinity Train                                       | Pig Baby/Pig Toddler   | 3 episodios/ Libro 4                                                                       |
| 2021 | Invencible                                           | Nolan Grayson/Omni-Man | 8 episodios                                                                                |
| 2022 | Night Sky                                            | Franklin York          | 8 episodios                                                                                |

## Premios
Premios Óscar
| Año  | Categoría              | Película           | Resultado |
| ---- | ---------------------- | ------------------ | --------- |
| 2015 | Mejor actor de reparto | Whiplash           | Ganador   |
| 2022 | Mejor actor de reparto | Being the Ricardos | Nominado  |

Globos de Oro
| Año  | Categoría              | Película | Resultado |
| ---- | ---------------------- | -------- | --------- |
| 2015 | Mejor actor de reparto | Whiplash | Ganador   |

BFCA
| Año  | Categoría              | Película | Resultado |
| ---- | ---------------------- | -------- | --------- |
| 2014 | Mejor actor de reparto | Whiplash | Ganador   |

BAFTA
| Año  | Categoría              | Película | Resultado |
| ---- | ---------------------- | -------- | --------- |
| 2014 | Mejor actor de reparto | Whiplash | Ganador   |

Premios del Sindicato de Actores
| Año  | Categoría              | Película | Resultado |
| ---- | ---------------------- | -------- | --------- |
| 2014 | Mejor actor de reparto | Whiplash | Ganador   |

Sociedad Nacional de Críticos de Cine
| Año  | Categoría              | Película | Resultado |
| ---- | ---------------------- | -------- | --------- |
| 2014 | Mejor actor de reparto | Whiplash | Ganador   |

Asociación de Críticos de Cine de Chicago
| Año  | Categoría              | Película | Resultado |
| ---- | ---------------------- | -------- | --------- |
| 2014 | Mejor actor de reparto | Whiplash | Ganador   |

Toronto Film Critics Association (TFCA)
| Año  | Categoría              | Película | Resultado |
| ---- | ---------------------- | -------- | --------- |
| 2014 | Mejor actor de reparto | Whiplash | Ganador   |

Las Vegas Film Critics Society (LVFCS)
| Año  | Categoría              | Película | Resultado |
| ---- | ---------------------- | -------- | --------- |
| 2014 | Mejor actor de reparto | Whiplash | Ganador   |

NYFCC
| Año  | Categoría              | Película | Resultado |
| ---- | ---------------------- | -------- | --------- |
| 2014 | Mejor actor de reparto | Whiplash | Ganador   |

Washington D. C. Area Film Critics Association (WAFCA)
| Año  | Categoría              | Película | Resultado |
| ---- | ---------------------- | -------- | --------- |
| 2014 | Mejor actor de reparto | Whiplash | Ganador   |

BSFC
| Año  | Categoría              | Película | Resultado |
| ---- | ---------------------- | -------- | --------- |
| 2014 | Mejor actor de reparto | Whiplash | Ganador   |

LAFCA
| Año  | Categoría              | Película | Resultado |
| ---- | ---------------------- | -------- | --------- |
| 2014 | Mejor actor de reparto | Whiplash | Ganador   |